# Pseudocercospora virgiliae
Pseudocercospora virgiliae är en svampart som beskrevs av U. Braun & C.F. Hill 2008. Pseudocercospora virgiliae ingår i släktet Pseudocercospora och familjen Mycosphaerellaceae.   Inga underarter finns listade i Catalogue of Life.